# Trigona albipennis
Trigona albipennis är en biart som beskrevs av Almeida 1992. Trigona albipennis ingår i släktet Trigona och familjen långtungebin. Inga underarter finns listade i Catalogue of Life.